# Tallskinn
Tallskinn (Sistotremastrum suecicum) är en svampart som beskrevs av Litsch. ex J. Erikss. 1958. Enligt Catalogue of Life ingår Tallskinn i släktet Sistotremastrum,  och familjen Hydnodontaceae, men enligt Dyntaxa är tillhörigheten istället släktet Sistotremastrum,  och familjen Sistotremataceae. Arten är reproducerande i Sverige. Inga underarter finns listade i Catalogue of Life.